# Гёр, Вальтер
Вальтер Гёр (нем. Walter Goehr; 28 мая 1903, Берлин — 4 декабря 1960, Шеффилд) — немецко-британский дирижёр и композитор еврейского происхождения. Отец композитора Александра Гёра.

## Биография
Вальтер Гёр родился в Берлине в 1903 году. Учился у Эрнста Кшенека, затем в 1925—1928 гг. у Арнольда Шёнберга.
С 1925 года работал дирижёром на Берлинском радио. Гёр женился на Лелии, пианистке с классическим образованием, артистке кабаре и фотографе, в начале 1930-х годов. Их сын, композитор и учёный Александр Гёр, родился в 1932 году.
В 1932 году в связи с усиливающимся давлением на музыкантов еврейского происхождения со стороны нацистов оставил эту должность и эмигрировал в Великобританию, где занял первоначально должность музыкального руководителя Gramophone Company (будущей EMI). В 1945—1948 гг. возглавлял один из оркестров BBC. Много работал с современной музыкой, в том числе с произведениями Бенджамина Бриттена и Майкла Типпета (Гёр, в частности, дирижировал премьерой оратории Типпета «Дитя нашего времени»). В 1936 году осуществил с Лондонским филармоническим оркестром первую запись Симфонии Жоржа Бизе. Сопровождал (с различными оркестрами) почти все записи Ноэла Мьютон-Вуда.
Его жена открыла собственную студию в Амершеме, Бакингемшир, где они жили с начала Второй мировой войны.
Среди учеников Гёра была Анджела Морли.
Вальтер Гёр умер 4 декабря 1960 года в шеффилдской ратуше сразу после концерта, в котором дирижировал ораторией Генделя «Мессия».
Из композиторского наследия Гёра наибольшим успехом пользовалась радиоопера «Мальпопита». Ему принадлежат также симфонические и камерные сочинения, аранжировки (в частности, «Картинки с выставки» Мусоргского для фортепиано с оркестром), редакции (в том числе «Коронации Поппеи» Монтеверди).